# Eddie Garcia
Eddie Garcia, geboren als Eduardo Verchez García (Juban 2 mei 1929 - Makati, 20 juni 2019) was een van de bekendste en meest onderscheiden Filipijns acteurs en regisseurs.
Manoy, zoals hij vaak genoemd wordt werd in zijn carrière 34 maal genominineerd voor een FAMAS Award, een van de belangrijkste filmprijzen in de Filipijnen. Hij won vijfmaal een FAMAS Award voor beste acteur, zesmaal die voor beste mannelijke bijrol, en vijfmaal die voor beste regisseur. Daarnaast werd hem in al deze drie categorieën een Hall of Fame Award toegekend en kreeg hij een Oeuvreprijs voor zijn gehele carrière.
Garcia's carrière als acteur begon in 1949 toen hij benaderd werd voor een auditie voor een van de hoofdrollen in de film 'Sietes Infantas de Lara' geproduceerd en geregisseerd door Manuel Conde. Hij kwam door de auditie heen, nam ontslag uit het leger om zich op zin acteurscarrière te storten. Zijn rol in deze film en de films die volgden maakte indruk en bezorgden hem een contract bij Sampaguita Pictures, een van de belangrijkste Filipijnse filmstudio’s van die tijd. Dit bleek het begin van een lange filmcarrière in de filmindustrie. Naar eigen zeggen speelde Garcia in meer dan 250 films. Vaak speelde hij daarin de slechterik, wat hem een andere bijnaam opleverde: "King of Villains". Garcia speelde echter ook andersoortige rollen in veel verschillende genres, zoals komedie, drama, maar ook actiefilms of verfilmingen van het leven van bekende Filipino's als Alfredo Lim, Salvador Mison en Tomas Karingal. Hij speelde in films van Gerry de Leon, Lamberto Avellana, Eddie Romero, Lino Brocka en Ishmael Bernal, allen benoemd tot nationaal kunstenaar van de Filipijnen, maar ook in 'Anino' de eerste Filipijnse film die ooit een prijs won op het Filmfestival van Cannes en 'The Debut' een Filipijns-Amerikaanse bioscoopfilm van Gene Cajayon.
In de jaren 60 ging hij ook films regisseren. Zijn debuutfilm als regisseur was ‘Karugtong ng Kahapon’ met Rita Gomez en Ric Rodrigo in de hoofdrollen. Garcia regisseerde ook een serie van negen films James Bondachtige films over Agent Falcon, met Tony Ferrer in de hoofdrol. De film 'Sabotage' uit deze reeks won een groot aantal prijzen op het Manila film festival. Andere memorabele films die hij regisseerde waren ‘Atsay (met Nora Aunor), Imortal (met Vilma Santos en Christopher de Leon) en ‘Abakada…Ina’ (met Lorna Tolentino en Nida Blanca).
Garcia overleed op 20 juni 2019 in Makati Medical Center aan de gevolgen van een incident tijdens de opname van een televisieserie twaalf dagen daarvoor. Tijdens de opnames stortte Garcia op de grond, waarna hij in bewusteloze toestand naar het ziekenhuis werd vervoerd. Hoewel in eerste instantie werd gedacht aan een hartaanval of beroerte bleek bij nader onderzoek dat hij waarschijnlijk overleden is aan de gevolgen van een nekfractuur opgelopen na zijn val.

## Filmografie
- Urduja (2008)
- Ate (2008)
- Till I Met You (2006)
- I Wanna Be Happy (2006)
- Gakseoltang (2006)
- Blue Moon (2006)
- Reyna: ang makulay na pakikipagsapalaran ng mga achucherva, achuchuva, achechenes (2006)
- Gakseoltang (2006)
- Tulay (2006)
- Wrinkles (2006)
- Terrorist Hunter (2005)
- Batuta ni Dracula (2005)
- Lisensyadong kamao (2005)
- Pinoy/Blonde (2005)
- Birhen ng Manaoag (2005)
- ICU Bed #7 (2005)
- Mano po III: My love (2004)
- Sa totoo lang! (2004)
- Chavit (2003)
- Asboobs: Asal bobo (2003)
- Masamang ugat (2003)
- Alab ng lahi (2003)
- Operation Balikatan (2003)
- Tomagan (2003)
- When Eagles Strike (2003)
- Mano po (2002)
- Bahid (2002)
- D' uragons never umuurong always sumusulong (2002)
- Bro... Kahit saan engkwentro (2002)
- Kapitan Ambo: Outside de kulambo (2001)
- Sanggano't sanggago (2001)
- Syota ng bayan (2001)
- Deathrow (2000)
- Anino (2000)
- The Debut (2000) ...
- Matalino man ang matsing na-iisahan din! (2000)
- Asin at paminta (1999)
- Tigasin (1999)
- Sambahin ang ngalan mo (1998)
- The Mariano Mison Story (1997) ..
- Nagmumurang kamatis (1997)
- Papunta ka pa lang, pabalik na ako (1997)
- Emong Salvacion (1997)
- Mauna ka susunod ako (1997)
- Padre Kalibre (1997)
- Wanted Dead or Alive: Arrest the King of Carnappers (1996)
- Duwelo (1996)
- Bakit May Kahapon Pa? (1996)
- Moises Arcanghel: Sa guhit ng bala (1996)
- Melencio Magat: Dugo laban dugo (1995)
- Hukom bitay (1995)
- Alfredo Lim: Batas ng Maynila (1995)
- Ultimatum (1994)
- Mayor Cesar Climaco (1994)
- Salamat Sa Lotto (1994)
- Marami ka pang kakaining bigas (1994)
- Galvez: Hanggang sa dulo ng mundo hahanapin kita (1993)
- MAESTRO TORIBIO: Sentensyador (1993)
- Tatak ng Kriminal (1993)
- Doring Borobo (1993)
- Enteng Manok: Tari ng Quiapo (1992)
- Cordora: Lulutang Ka Sa Sarili Mong Dugo (1992) (Moviestars Production)
- Andres Manambit (1992)
- My Other Woman (1991)
- Magdaleno Orbos: Sa Kuko ng Mga Lawin (1991)
- Alyas Ninong (1991)
- Mayor latigo (1991)
- Hinukay ko na ang libingan mo (1991)
- Higit na matimbang ang dugo (1991)
- Boyong Manalac: Hoodlum Terminator (1991)
- Bakit kay tagal ng sandali? (1990)
- Sgt.Patalinghug (1990)
- HEPE: Isasabay Kita! (1990)
- Tangga and Chos: Beauty Secret Agents (1990)
- Naughty Boys (1990)
- Hindi ka na sisikatan ng araw (Kapag puno na ang salop part III) (1990)
- Baril Ko Ang Uusig! (1990)
- Ikasa mo, ipuputok ko (1990)
- Gumapang ka sa lusak (1990)
- Bala at Rosario (1990)
- Patigasan... ang laban (1990)
- Kung tapos na ang kailanman (1990)
- Trese (1990)
- Galit sa mundo (1989)
- Ako ang Batas:General Tomas Karingal (1989)
- Handa na ang hukay mo, Calida (1989)
- Hukom 45 (1989)
- Kung maibabalik ko lang (1989)
- Ako ang huhusga (Kapag puno na ang salop part II) (1989)
- Ang Pumatay ng dahil sa iyo (1989)
- Tatak ng isang api (1989)
- Kailan mahuhugasan ang kasalanan (1989)
- Bakit iisa lamang ang puso (1989)
- One two bato three four bapor (1989)
- My Pretty Baby (1989)
- Tupang itim (1989)
- Chinatown: Sa kuko ng dragon (1988)
- Sandakot na bala (1988)
- Sgt. Ernesto Boy Ibanez: Tirtir Gang (1988)
- Enteng, the Dragon (1988)
- Puso sa puso (1988)
- Afuang, Bounty Hunter (1988)
- Nasaan ka inay (1988)
- Ibulong mo sa Diyos (1988)
- Lord, bakit ako pa? (1988)
- Baleleng at ang ginto sirena (1988)
- Kapag puno na ang salop (1987)
- Lumuhod ka sa lupa! (1987)
- Ayokong tumungtong sa lupa (1987)
- Pinulot ka lang sa lupa (1987)
- Tenyente Ilalaban Kita Sa Batas (1987)
- Sgt Patalinhug: CIS Special Operations Group (1986)
- Payaso (1986)
- Muslim Magnum .357 (1986)
- Gabi na, kumander (1986)
- Yesterday, Today & Tomorrow (1986)
- Turuang apoy (1985)
- Order to Kill (1985)
- Manoy, Hindi ka na makakaisa (1985)
- Miguelito, ang batang rebelde (1985)
- Public Enemy #2 (1985)
- Ben Tumbling (1985)
- Erpat kong forgets (1985)
- Kapag baboy ang inutang (1985)
- Life Begins at 40 (1985)
- Pati ba pintig ng puso (1985)
- Alyas: Boy Life (1985)
- Tinik sa dibdib (1985)
- Mahilig (1984)
- Matukso kaya ang angel (1984)
- May daga sa labas ng lungga (1984)
- Kriminal (1984)
- Bigats (1984)
- Daang hari (1984)
- Malisya (1984)
- May lamok sa loob ng kulambo (1984)
- Sigaw ng katarungan (1984)
- Kung mahawi man ang ulap (1984)
- Minsan pa nating hagkan ang nakaraan (1984)
- Kunin mo ang ulo ni Magtanggol (1983)
- Palabra de honor (1983)
- A Time for Dying (1983)
- Paro-parung buking (1983)
- Iyo ang batas, akin ang katarungan (1983)
- Alyas Ninong: Huling kilabot ng Tondo (1982)
- Get My Son Dead or Alive (1982)
- P.S. I Love You (1981)
- Ulo ng gapo (1981)
- Cover Girls (1981)
- Alfredo Sebastian (1981)
- Dear Heart (1981)
- Ang Babaeng Hinugot Sa Aking Tadyang (1981)
- Uhaw na dagat (1981)
- Anak sa una, kasal sa ina (1981)
- Aguila (1980)
- Tanikala (1980)
- Si Malakas, si Maganda, at si mahinhin (1980)
- Totoy boogie (1980)
- Palaban (1980)
- Gobernador (1980)
- Ang Alamat ni Julian Makabayan (1979)
- Anak ng Maton (1979)
- Aliw-iw (1979)
- Sino si Boy Urbina (1979)
- Maynila, 1970 (1979)
- Sa ngalan ng anak (1978)
- Walang katapusang tag-araw (1977)
- Maligno (1977)
- Masikip, maluwang... paraisong parisukat (1977)
- Sudden Death (1977)
- Ganito kami noon, paano kayo ngayon (1976)
- Savage Sisters (1974)
- Tinimbang ka ngunit kulang (1974)
- Black Mamba (1974)
- Bamboo Gods and Iron Men (1974)
- The Woman Hunt (1973)
- Beyond Atlantis (1973)
- Dragnet (1973)
- Karateka Boxer (1973)
- The Twilight People (1973)
- Super Gee (1973)
- Nueva Viscaya (1973)
- Ang Mahiwagang daigdig ni Pedro Penduko (1973)
- Nueva Ecija (1973)
- Black Mama, White Mama (1972)
- Vibora, El (1972)
- Beast of Blood (1971)
- Pagdating sa dulo (1971)
- Karugtong ng kahapon (1971)
- Tubog sa ginto (1971)
- Stardoom (1971)
- Daluyong! (1971)
- The Beast of the Yellow Night (1971)
- Maruja (1969)
- Patria adorada (1969)
- Infiltrators (1969)
- The Crimebuster (1968)
- Kailanma'y di ka mag-iisa (1968)
- Dambana ng kagitingan (1968)
- De colores (1968)
- Diegong Daga (1968)
- Abdul Tapang (1968)
- The Blackbelter (1968)
- Deadly Jacks (1968)
- Killer Patrol (1968)
- Triple (1968)
- Baril at rosario (1968)
- Leon Guerrero laban sa 7 kilabot (1968)
- Igorota (1968)
- Kaibigan kong Sto. Niño (1967)
- Deadly Seven (1967)
- Ito ang Pilipino (1966)
- Ibulong mo sa hangin (1966)
- Kumander Judo (1964)
- Haliging bato (1963)
- Balisong 29 (1963)
- Apat ang anak ni David (1963)
- Kaming mga talyada (1962)
- Diegong Tabak (1962)
- Halik sa lupa (1961)
- Ito ba ang aking ina (1961)
- Dalawang kalbaryo ni Dr. Mendez (1961)
- Lupa sa lupa (1960)
- Gumuhong bantayog (1960)
- Tatlong Magdalena (1960)
- Amy, Susie, Tessie (1960)
- Kaming makasalanan (1960)
- Tanikalang apoy (1959)
- Kamandag (1959)
- Handsome (1959)
- Condenado (1958)
- Ulilang angel (1958)
- Silveria (1958)
- Anino ni Bathala (1958)
- Taga sa bato (1957)
- Busabos (1957)
- Sino ang maysala (1957)
- Gabi at araw (1957)
- Mga Ligaw na bulaklak (1957)
- Dino Barbaro (1956)
- Gilda (1956)
- Contravida (1955)
- Tatay na si Bondying (1955)
- Waldas (1955)
- Iyong-iyo (1955)
- Kurdapya (1955)
- Despatsadora (1955)
- Anak ng espada (1954)
- Menor de edad (1954)
- Aristokrata (1954)
- Sa isang sulyap mo Tita (1953)
- Diwani (1953)
- Reyna bandida (1953)
- El Indio (1953)
- Recuerdo (1953)
- Huling patak ng dugo (1950)
- Kilabot sa Makiling (1950)
- Siete infantes de lara (1950)
- Kahit ang mundo'y magunaw (1949)